# Kościół Podwyższenia Krzyża Świętego w Kołobrzegu
Kościół Podwyższenia Świętego Krzyża w Kołobrzegu – modernistyczny kościół parafii pw. Podwyższenia Świętego Krzyża w Kołobrzegu.

## Historia
Świątynia została wybudowana w 1932 roku na przedmieściu Kostrzewno. Do 1945 roku służyła jako ewangelicki kościół filialny parafii mariackiej i nosiła imię Zbawiciela. 
Po II wojnie światowej została przekazana Kościołowi rzymskokatolickiemu i pełniła funkcję kościoła filialnego parafii św. Marcina.
W 1972 roku kościół został przekazany w opiekę zakonowi franciszkanów. W 1973 roku ustanowiono przy nim parafię Podwyższenia Świętego Krzyża. Do świątyni od strony południowej przylega wybudowany w latach 70. XX wieku budynek klasztorny.